# Thụy Liễu
Thụy Liễu là một xã thuộc huyện Cẩm Khê, tỉnh Phú Thọ, Việt Nam.
Xã Thụy Liễu có diện tích 5,12 km², dân số năm 1999 là 2.995 người, mật độ dân số đạt 585 người/km².